# Кралев дол
Кралев дол е село в Западна България. То се намира в община Перник, област Перник.

## География
Село Кралев дол се намира в Югозападния район на България, област Перник (етнографска област – Граово). На изток Кралев дол граничи с река Струма, на югозапад с планината Голо бърдо. Кралев дол се намира на 12 км от гр. Перник и на 25 км от гр. София. Селото разполага с добре развита инфраструктура и производства. Има възможности за отдих сред природата.

## История
Името на селото се свързва с народния епос за Крали Марко, който според легендата бил толкова силен, и стъпвал толкова здраво, че дори и в скалите оставял следи от ботушите си. И извън селото, в западна посока на около 200-300 метра, има дол с една висока скала, в подножието на която има чешма с два чучура, над която на върха на скалата наистина може да се види дупка която е дълбока около 30-40 см. и има формата на ходило. Местността около скалата се нарича „Маркова стъпка“.

## Религии
- Православно християнство.

## Културни и природни забележителности
Черквата в селото е построена през 1864 г. и е с уникални стенописи. 2015 г. в селото е открит параклис „Св. преподобни Паисий Хилендарски“.
През 1960-те г. при изкопни дейности за основите на читалището са открити останки от римска вила (villa rustica) от II-IV в. Основите на вилата са възстановени и те още могат да се видят в центъра на селото. Находките от разкопките днес са изложени в Пернишкия исторически музей.

### Личности
- дядо Христо Илчов – (неизв.) – народен певец, живял в годините на Освобождението
- архитект Савов
- Иван Ачанов (1929-2014), български офицер, генерал-майор от Държавна сигурност

## Редовни събития
Всяка година на 14 януари се провежда сурвакарски празник. На 13-и вечерта се събират всички жители на центъра на селото и се провежда суровакарското събрание като повечето от хората са със звънци и клопотари.